# Pritchardia thurstonii
Pritchardia thurstonii (лат.) — вид из рода Притчардия (Pritchardia) семейства Пальмовые (Arecaceae). Эндемик островов Фиджи.

## Название
Видовой эпитет научного названия растения дан в честь Джона Бейтса Терстона (1836—1897), в прошлом занимавшего пост губернатора Фиджи.

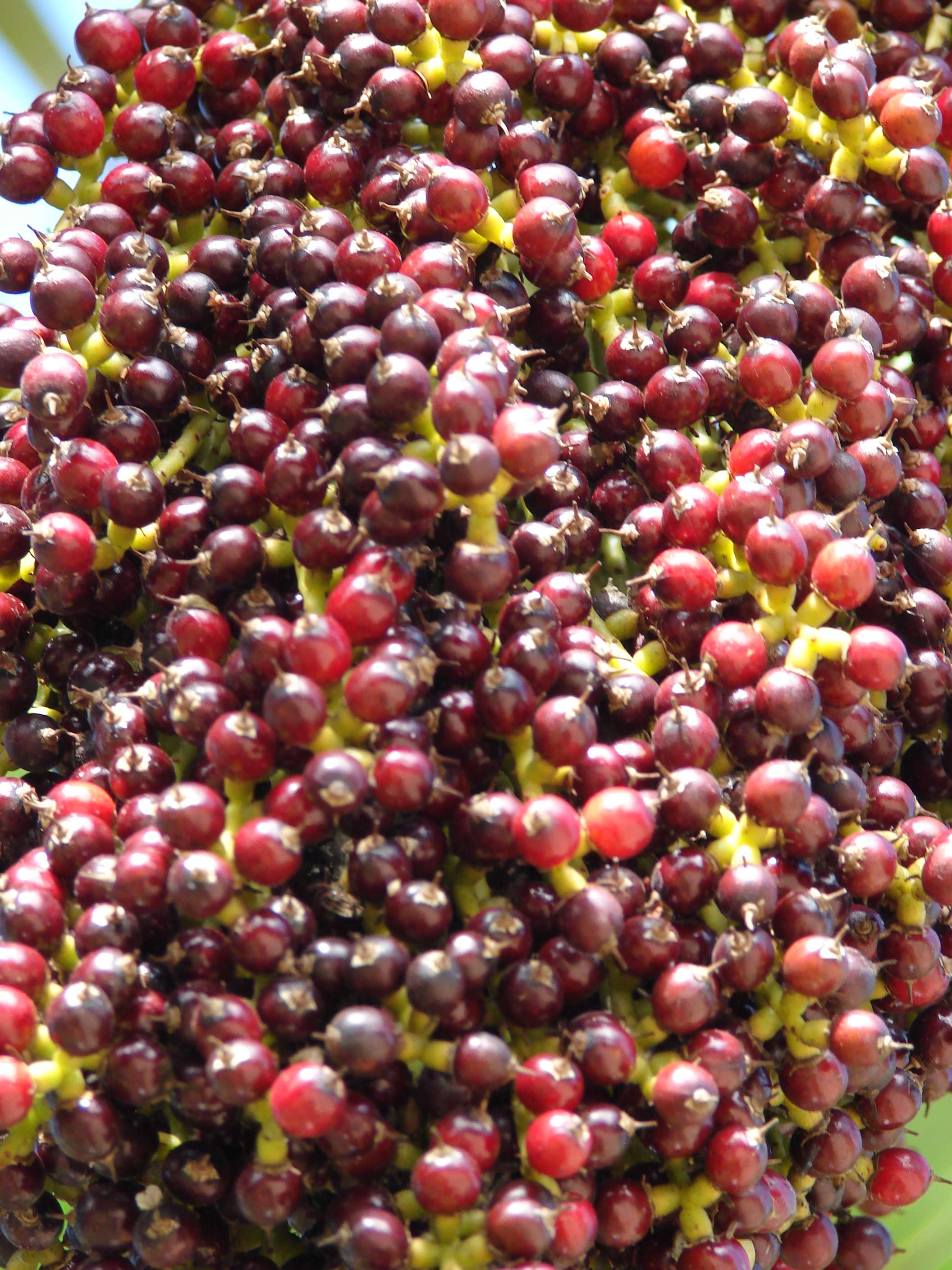
Плоды.

Местные фиджийские названия — виу (фидж. viu), масаи (фидж. masai), ниу-сава (фидж. niu sawa).

## Биологическое описание
Дерево высотой 8 м. Диаметр ствола — 20 см. Большая его часть голая. Цвет древесины — от светло-коричневого до тёмно-серого. Листья веерные, разделены почти до середины в средней части на 50-70 сегментов. Длина листа может достигать 1,8 м. Пластинка листа, как нижняя, так и верхняя часть, покрыта серовато-голубым восковым налётом.
Длина цветков — 5-7 мм. Околоцветник бледно-жёлтый, чашелистик длиной 3 мм, лепестки — 5 мм. Плоды тёмно-красного цвета (по мере созревания становятся чёрными), диаметром 6-7 мм. Диаметр семян — 4 мм.

## Распространение
Имеет ограниченный ареал, встречаясь только на восточных островах архипелага Фиджи, а именно на островах Лау. Произрастает в прибрежной зоне известняковых островов, которые в прошлом были атоллами. Хорошо растут на известняковых почвах, подвергающихся сильному засолению.
Согласно Красной книге МСОП вид находится в состоянии, близком к угрожаемому.

## Примечания

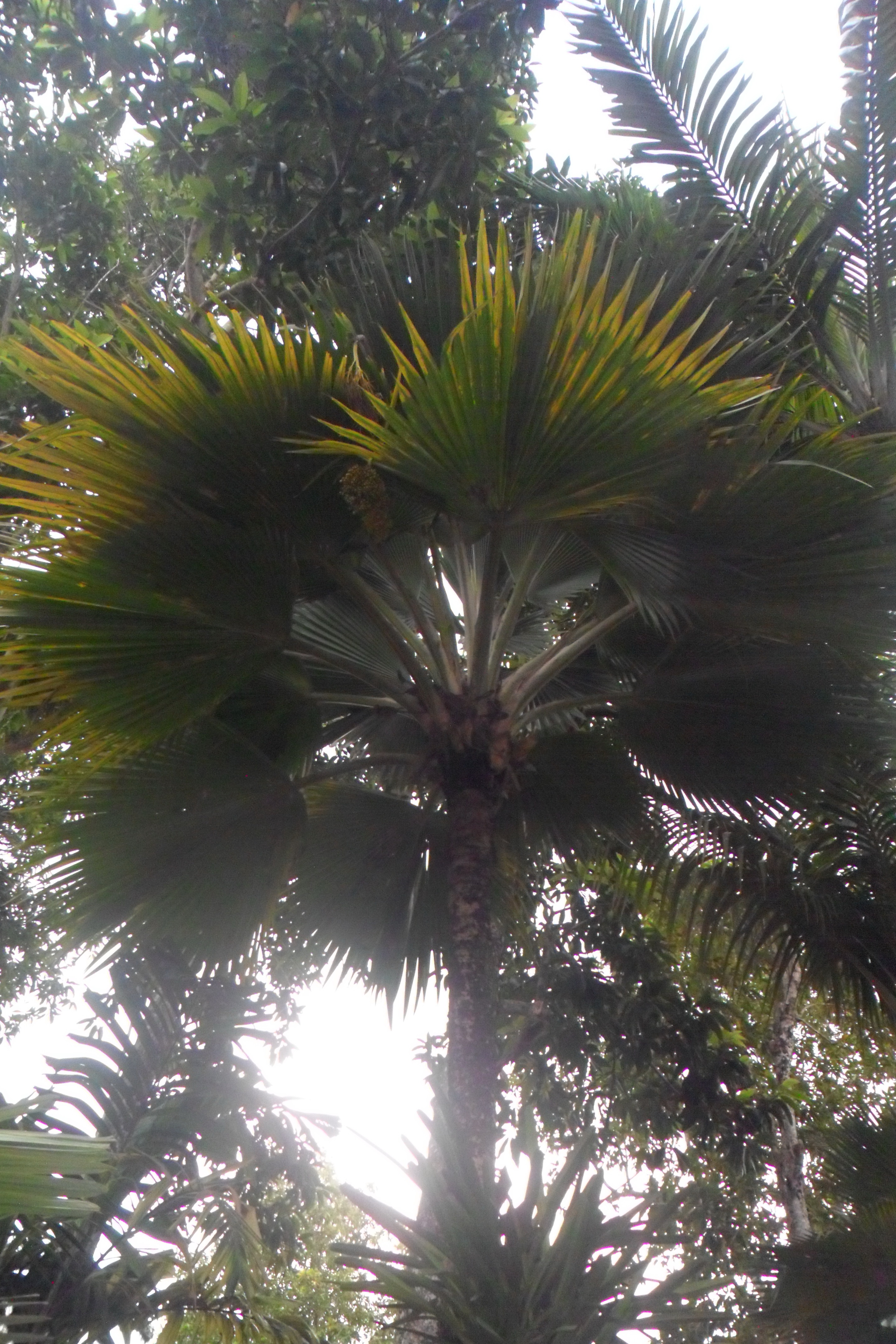
Pritchardia thurstonii. Тропический сад Нонг Нуч.